# Johann Jürgen Rohde
Johann Jürgen Rohde (* 1929 in Halle an der Saale; † 4. September 2001) war ein deutscher Soziologe.
Rohde war über 20 Jahre – von 1974 bis 1995 – Professor und Leiter der Abteilung Medizinische Soziologie am Zentrum Öffentliche Gesundheitspflege der Medizinischen Hochschule Hannover (MHH). Rohde absolvierte zunächst eine journalistische Ausbildung und studierte ab 1954 Soziologie, Psychologie und systematische Theologie an der Universität Hamburg. Seine Dissertation aus dem Jahr 1960 zur Soziologie des Krankenhauses ist heute ein Klassiker des Fachs. 1971 erfolgte die Habilitation an der MHH. Zum Wintersemester 1994/1995 wurde Rohde emeritiert. Die Abteilung Medizinische Soziologie wurde in der Folge als eigenständiger Bereich geschlossen.

## Schriften
- Soziologie des Krankenhauses. Zur Einführung in die Soziologie der Medizin. Ferdinand Enke Verlag Stuttgart 1962.
- Probleme des Arztberufs im Krankenhaus. In: Der Kranke in der modernen Gesellschaft. Neue wissenschaftliche Bibliothek 22, 1967, S. 349–361.
- Strukturelle Momente der Inhumanität einer humanen Institution. In: Döhner, Otto (Hrsg.): Arzt und Patient in der Industriegesellschaft. edition suhrkamp 643, Suhrkamp Verlag Frankfurt am Main 1973, S. 13–35.